# السوم (الجوبة)

تعديل مصدري - تعديل

السوم هي إحدى قرى عزلة نجا بمديرية الجوبة التابعة لمحافظة مأرب، بلغ تعداد سكانها 181 نسمة حسب تعداد اليمن لعام 2004.